# Esqui alpino nos Jogos Paralímpicos de Inverno de 2018 - Downhill feminino
As provas de downhill feminino do esqui alpino nos Jogos Paralímpicos de Inverno de 2018 foram disputadas no Centro Alpino Jeongseon, localizado em Bukpyeong-myeon, Jeongseon, em 10 de março.

## Medalhistas
| Medalha | Atletas sentadas       | Atletas em pé      | Deficientes visuais                              |
| ------- | ---------------------- | ------------------ | ------------------------------------------------ |
| Ouro    | GER Anna Schaffelhuber | FRA Marie Bochet   | SVK Henrieta Farkašová / Natália Šubrtová (guia) |
| Prata   | JPN Momoka Muraoka     | GER Andrea Rothfuß | GBR Millie Knight / Brett Wild (guia)            |
| Bronze  | USA Laurie Stephens    | CAN Mollie Jepsen  | BEL Eléonor Sana / Chloe Sana (guia)             |

## Resultados

### Atletas sentadas
| Pos. | Bib | Atleta                   | Tempo   | Diferença |
| ---- | --- | ------------------------ | ------- | --------- |
| 01 ! | 21  | GER Anna Schaffelhuber   | 1:33.26 | —         |
| 02 ! | 24  | JPN Momoka Muraoka       | 1:34.75 | +1.49     |
| 03 ! | 25  | USA Laurie Stephens      | 1:35.80 | +2.54     |
| 4    | 27  | AUS Victoria Prendergast | 1:44.14 | +10.88    |
| —    | 22  | GER Anna-Lena Forster    | DNF     | DNF       |
| —    | 23  | AUT Claudia Lösch        | DNF     | DNF       |
| —    | 26  | SUI Stephani Victor      | DNF     | DNF       |

### Atletas em pé
| Pos. | Bib | Atleta                 | Tempo   | Diferença |
| ---- | --- | ---------------------- | ------- | --------- |
| 01 ! | 10  | FRA Marie Bochet       | 1:30.30 | —         |
| 02 ! | 12  | GER Andrea Rothfuß     | 1:32.53 | +2.23     |
| 03 ! | 9   | CAN Mollie Jepsen      | 1:34.60 | +4.30     |
| 4    | 13  | CAN Alana Ramsay       | 1:35.21 | +4.91     |
| 5    | 15  | NPA Maria Papulova     | 1:36.12 | +5.82     |
| 6    | 17  | CAN Erin Latimer       | 1:38.87 | +8.57     |
| 7    | 16  | USA Melanie Schwartz   | 1:39.38 | +9.08     |
| 8    | 14  | USA Stephanie Jallen   | 1:40.64 | +10.34    |
| 9    | 19  | CAN Mel Pemble         | 1:42.22 | +11.92    |
| —    | 11  | NED Anna Jochemsen     | DNF     | DNF       |
| —    | 18  | USA Ally Kunkel        | DNF     | DNF       |
| —    | 20  | CAN Frederique Turgeon | DNF     | DNF       |

### Deficientes visuais
| Pos. | Bib | Atleta                                    | País                | Tempo   | Diferença |
| ---- | --- | ----------------------------------------- | ------------------- | ------- | --------- |
| 01 ! | 2   | Henrieta Farkašová Guia: Natália Šubrtová | SVK Eslováquia      | 1:29.72 | —         |
| 02 ! | 4   | Millie Knight Guia: Brett Wild            | GBR Grã-Bretanha    | 1:30.58 | +0.86     |
| 03 ! | 5   | Eléonor Sana Guia: Chloe Sana             | BEL Bélgica         | 1:31.60 | +1.88     |
| 4    | 3   | Noemi Ewa Ristau Guia: Lucien Gerkau      | GER Alemanha        | 1:33.33 | +3.61     |
| 5    | 6   | Melissa Perrine Guia: Christian Geiger    | AUS Austrália       | 1:35.40 | +5.68     |
| —    | 1   | Menna Fitzpatrick Guia: Jennifer Kehoe    | GBR Grã-Bretanha    | DNF     | DNF       |
| —    | 7   | Danelle Umstead Guia: Rob Umstead         | USA Estados Unidos  | DNF     | DNF       |
| —    | 8   | Anna Pešková Guia: Michaela Hubačová      | CZE República Checa | DNF     | DNF       |

Legenda
| Recorde mundial      | Recorde mundial (World record)               |                       | Recorde africano                      | Recorde africano (African) |                                           | Q | Classificado por posição (Qualified) |
| Recorde paralímpico  | Recorde paralímpico (Paralympic record)      | Recorde da América    | Recorde da América (Americas)         | q                          | Classificado por melhor tempo (Qualified) |   |                                      |
| Melhor marca do ano  | Melhor marca do ano (World leading)          | Recorde asiático      | Recorde asiático (Asian)              | DNS                        | Não largou (Did not start)                |   |                                      |
| Recorde nacional     | Recorde nacional (National record)           | Recorde europeu       | Recorde europeu (European)            | DNF                        | Não terminou (Did not finish)             |   |                                      |
| Recorde pessoal      | Recorde pessoal do atleta (Personal best)    | Recorde da Oceania    | Recorde da Oceania (Oceania)          | DSQ / DQ                   | Desclassificado (Disqualified)            |   |                                      |
| Recorde da temporada | Recorde da temporada do atleta (Season best) | Recorde sul-americano | Recorde sul-americano (South America) | NM                         | Sem marca (No mark)                       |   |                                      |